# Kirchhofrose
Als Kirchhof-Rosen (zu Kirchhof als Synonym für Friedhof) werden Totenflecke verstanden, die bei sterbenden Menschen mit nachlassender Herzkraft bereits zu Lebzeiten auftreten.
Ursächlich sind sie auf den erlahmenden Blutumlauf zurückzuführen. In der Phase der Agonie sinkt das Blut in tiefere Körperpartien ab und kann zu rosettenartigen Verfärbungen der Haut führen.
Sie treten in erster Linie an den unteren Wangenanteilen und hinter den Ohren auf.